# Haliclona strongylophora
Haliclona strongylophora är en svampdjursart som beskrevs av Marcus Lehnert och van Soest 1996. Haliclona strongylophora ingår i släktet Haliclona och familjen Chalinidae.
Artens utbredningsområde är Jamaica. Inga underarter finns listade i Catalogue of Life.